# خربة جرادة (البيضاء)
خربة جراده هي إحدى قرى الجمهورية اليمنية. تتبع جغرافيا لمحافظة البيضاء و إداريًا لمديرية صباح. يبلغ تعداد سكانها 24244 نسمة حسب الإحصاء الذي أجري عام 20014.